# Kia EV3
Kia EV3 – elektryczny samochód osobowy typu crossover klasy subkompaktowej produkowany pod południowokoreańską marką Kia od 2024 roku.

## Historia i opis modelu

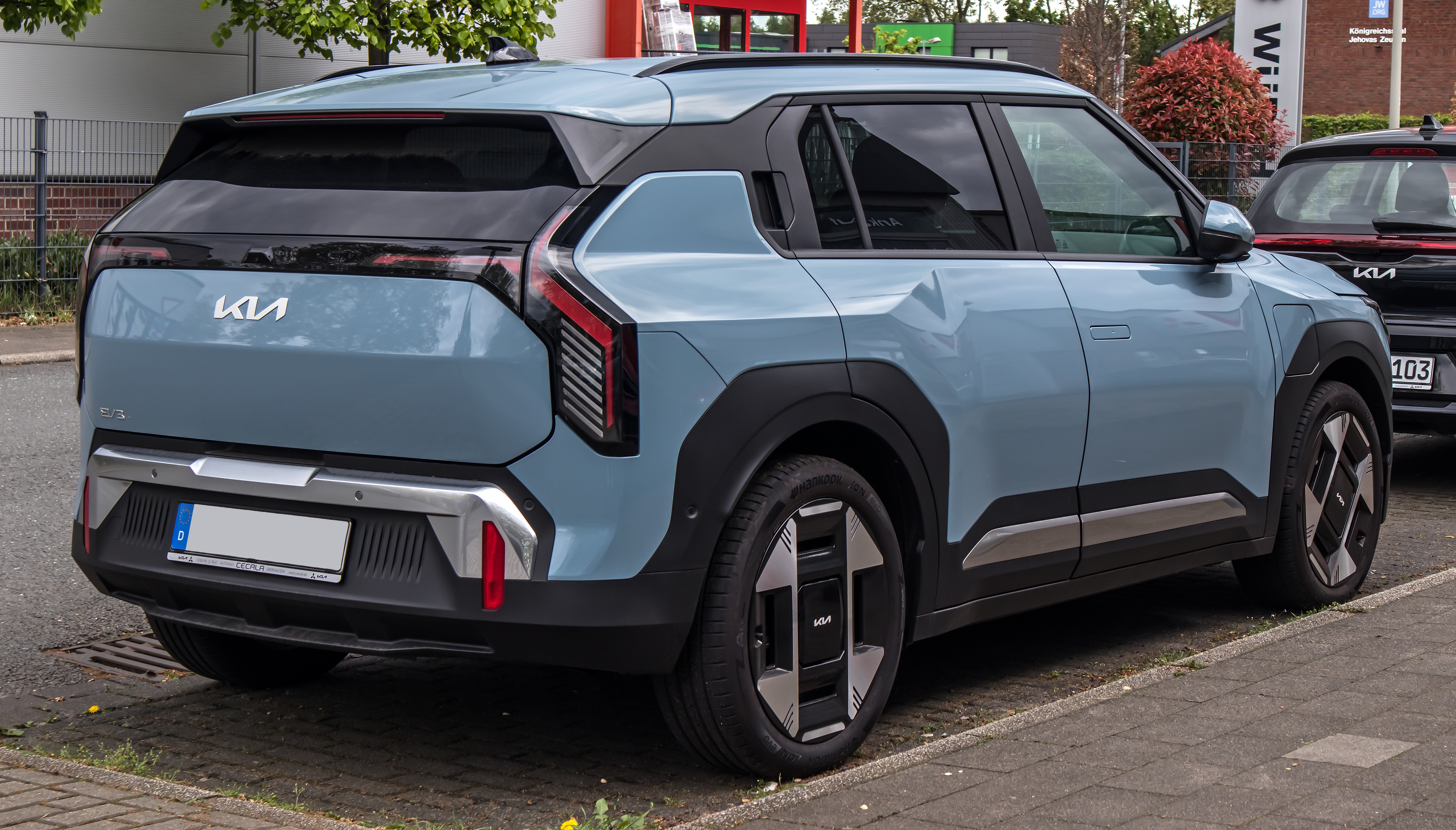
Kia EV3 - tył

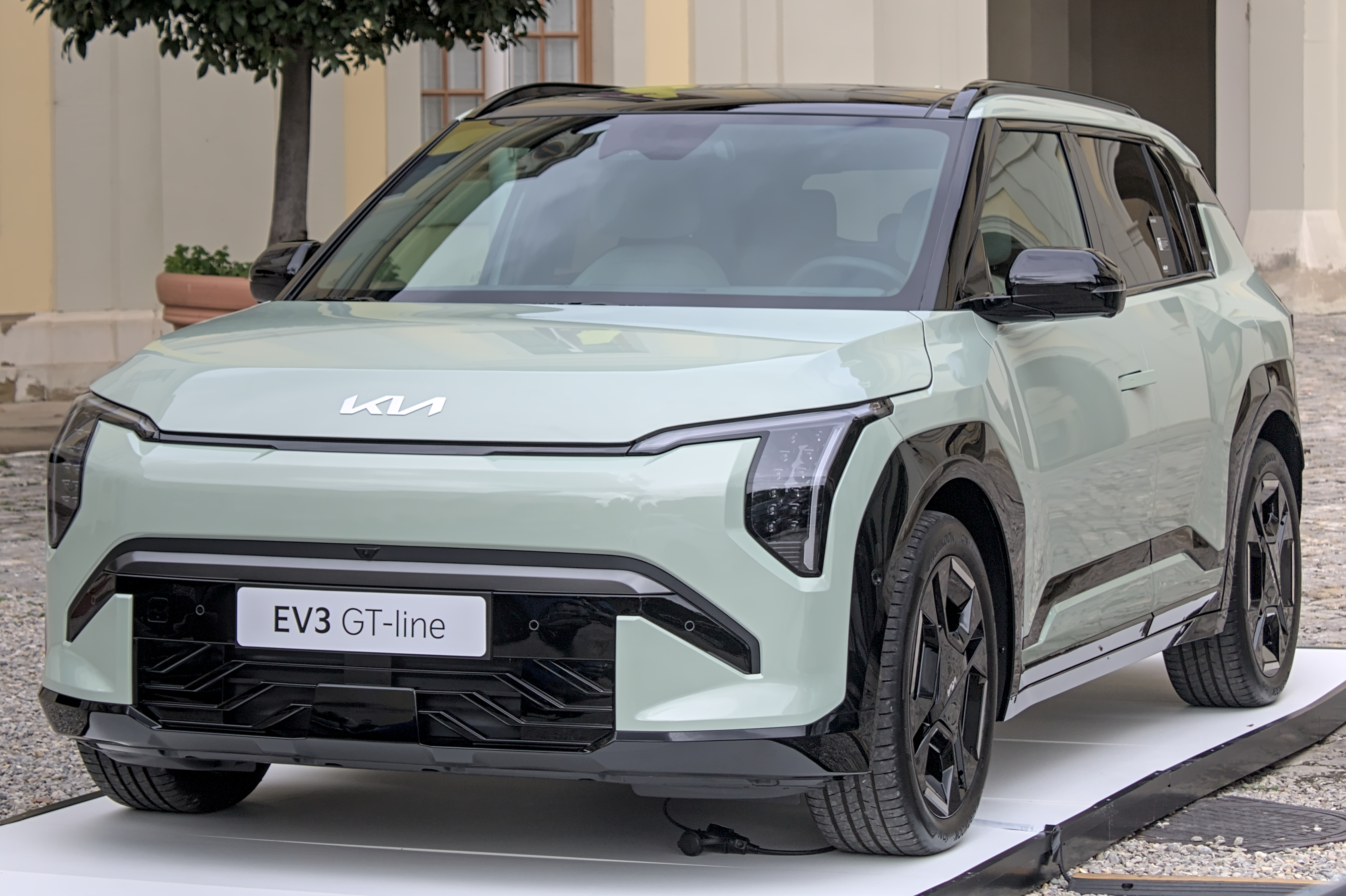
Kia EV3 GT-Line

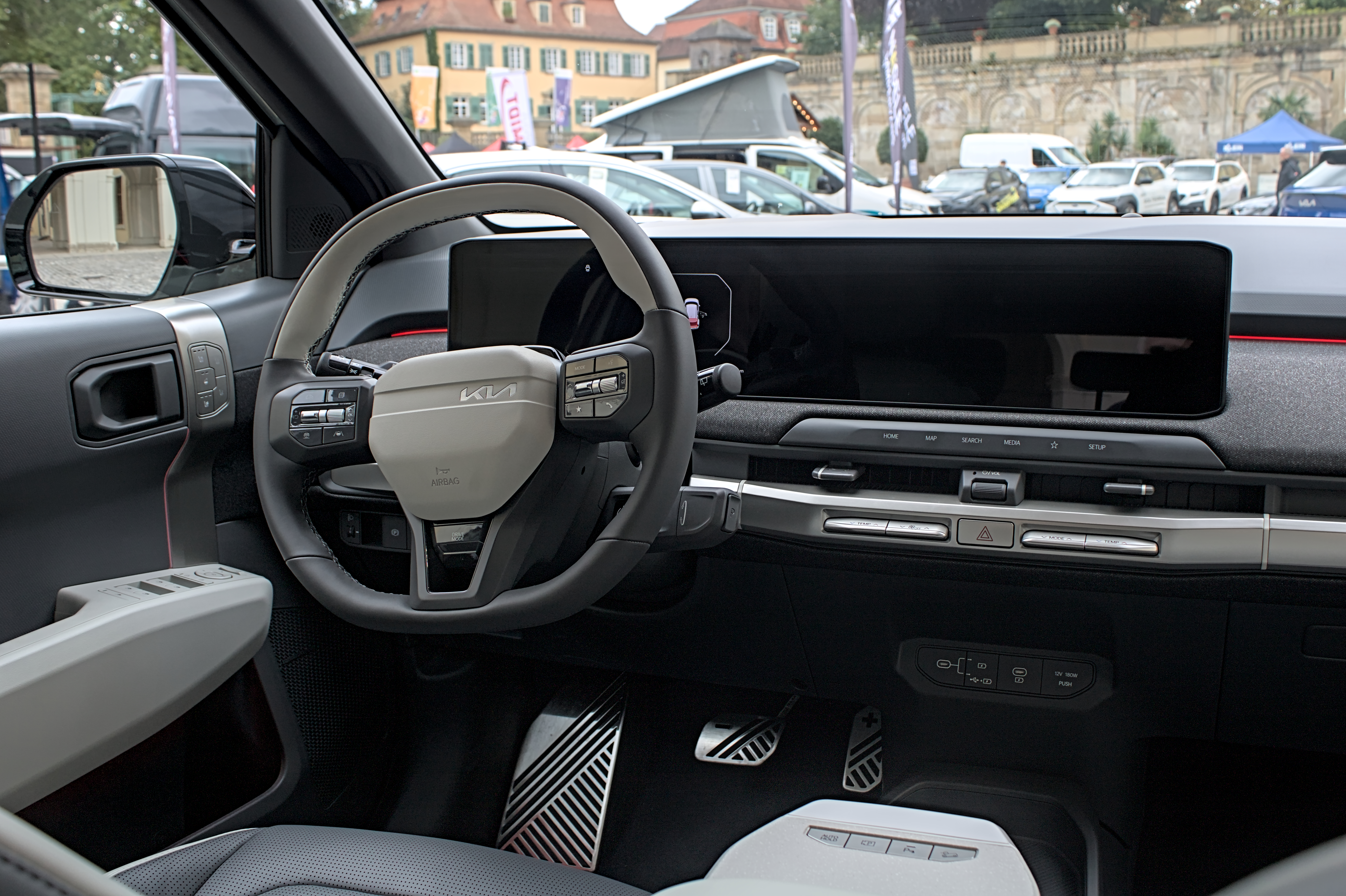
Kia EV3 - kokpit

W październiku 2023 roku zaprezentowany został prototyp Kia EV3 Concept zwiastujący czwarty model w gamie w pełni elektrycznych modeli opracowanych od podstaw dla tego napędu. Produkcyjny model zaprezentowano pół roku później, pod koniec maja 2024, w obszernym zakresie rozwijając koncepcję stylistyczną studium w ramach konwencji stylistycznej „opposites united” autorstwa Karima Habiba. Subkompaktowy crossover zyskał charakterystyczne proporcje nawiązujące do flagowej EV9, z wielokształtnymi reflektorami tworzonymi przez dwa segmenty świetlne, a także niewielkie przednie wloty powietrza i klamkę drugiego rzędu siedzeń schowaną w słupku C. Tylne lampy z trzema krańcami płynnie połączono z linią szyb, a nadkola zyskały formę zaokrąglonych kwadratów. Obszernie przeszklone nadwozie wzbogaciło opcjonalne okno dachowe.
Kabina pasażerska utrzymana została w prostym, minimalistycznym wzornictwie, z wysoko poprowadzonym tunelem środkowym wyposażonym w wysuwaną tackę, uchwyty na kubki i schowek pod podłokietnikiem, pozbawiając połączenia tej części z deską rozdzielczą. Tę zdominowały dwa wyświetlacze o przekątnej 12,3 cala pełniące kolejno funkcję cyfrowych wskaźników oraz centralnego, dotykowego centrum sterowania systemem multimedialnym.
Samochód oparto na modułowej platformie E-GMP współdzielonej także z innymi w pełni elektrycznymi marek Kia i Hyundai. Samochód uplasował w segmencie B, zastępując w gamie południowokoreańskiego producenta model e-Soul.

### Sprzedaż
Kia EV3 powstała głównie z myślą o rynku europejskim oraz południowokoreańskim. Najpierw dostawy pierwszych egzemplarzy przewidziano dla rodzimego regionu poczynając od lipca 2024, z poszerzeniem o Europę w drugiej połowie tego samego roku.

### Dane techniczne
Kia EV3 została wyposażona w pełni elektryczny napęd, który przenosi moc na przednią oś za pomocą silnika o mocy 204 KM i 283 Nm maksymalnego momentu obrotowego. Pozwala on rozpędzić się od 0 do 100 km/h w 7,5 sekundy, jadąc nie więcej niż 170 km/h. Tańszy wariant Standard posiada baterię 58,3 kWh, która pozwala przejechać na jednym ładowaniu ok. 410 kilometrów, z kolei odmiana Long Range z baterią 81,4 kWh może uzyskać do 600 kilometrów zasięgu. Moc ładowania dzięki architekturze 400V może wynieść nie więcej niż 128 kW.